# Ruth White
Ruth Patricia White (24 de abril de 1914 - 3 de dezembro de 1969) foi uma atriz estadunidense vencedora do prêmio Emmy. Ela também indicada ao Tony Award.